# Георгиев, Кирил
Кирил Димитров Георгиев (род. 28 ноября 1965, Петрич, Благоевградская область) — болгарский шахматист, гроссмейстер (1985).
Чемпион мира среди юношей (1983). В чемпионате мира среди юношей (1984) — 3—4-е место. В чемпионатах Болгарии (1984 и 1986) — 1—2-е и 1-е места. В составе команды Болгарии участник 13-и Олимпиад 1984—2008.
Лучшие результаты в международных турнирах: Стокгольм (1983/1984) — 1—2-е; Вейк-ан-Зее (1984 — побочный турнир и 1985) — 1-е и 4-е; Сараево (1985 и 1986) — 5—6-е и 1—3-е (с Л. Псахисом и Л. Портишем); Сирак (1985) — 5—7-е; Монреаль и Пловдив (1986) — 2-е; Мальмё (1986/1987) — 1-е (50 участников); Варшава (1987, зональный турнир ФИДЕ) — 2—4-е; Ленинград (1987) — 3—6-е; Вршац (1987) — 4—6-е; Сан-Бернардино (1987) — 1—4-е места.

## Изменения рейтинга
| График не отображается по техническим причинам. Чтобы исправить это, воспроизведите график в новом формате, если это возможно. |

## Видео
- Кирил Георгиев на видеоканале "Шахматное Ретро" отвечает на вопросы Станислава Суханицкого на YouTube